# Ninus stylatus
Ninus stylatus är en insektsart som beskrevs av George Willis Kirkaldy 1908. Ninus stylatus ingår i släktet Ninus och familjen Ninidae. Inga underarter finns listade i Catalogue of Life.